# Mister Spex
Mister Spex SE is een Duitse opticienketen die zich vooral richt op online verkoop. Het bedrijf werd in 2007 in Berlijn opgericht en opereert in tien landen. De onderneming is een van de grootste online opticiens in Europa.

## Onderneming
Het bedrijf verkoopt brillen, zonnebrillen, contactlenzen en bijbehorende verzorgingsproducten via de eigen websites. Naast Duitsland en (sinds 2015) Nederland is Mister Spex actief in Oostenrijk, Frankrijk, Verenigd Koninkrijk, Spanje, Zwitserland, Noorwegen, Finland en Zweden.
Het bedrijf opereert volgens een multi-channel aanpak, wat betekent dat in Duitsland wordt samengewerkt met 500 partner-opticiens. Zij leveren diensten die online niet te realiseren zijn, zoals een oogmeting en het passen van brillen.
De eerste winkel werd in 2016 geopend in Berlijn, het jaar erop volgden winkels in Berlijn-Steglitz, Oberhausen, Bremen, Bochum en Dortmund. In 2018 en 2019 openden vestigingen in het Main-Taunus-Zentrum in Sulzbach
, Erfurt, Münster, Essen, Frankfurt/Sulzbach en in Frankfurt/MyZeil.

## Ontstaan
Het bedrijf werd in december 2007 opgericht door Dirk Graber, Björn Sykora, Philipp Frenkel en Thilo Hardt met als doel de online brillenverkoop, die destijds nauwelijks ontwikkeld was, verder te ontwikkelen met een eenvoudig online inkoopmodel voor brillen.  Sinds 2011 biedt Mister Spex, als onderdeel van het multi-channel concept, in Duitsland de mogelijkheid om oogtesten en het aanpassen van brillen te laten uitvoeren door lokale partnerbedrijven. Deze partnerbedrijven ontvangen een deel van de winst.
De onderneming is lid van het Deutsche Börse Venture Network, dat ernaar streeft ondernemingen in contact te brengen met potentiële investeerders. Huidige investeerders zijn, volgens eigen informatie: Scottish Equity Partners, Goldman Sachs, Grazia Equity, XAnge, DN Capital en High-Tech Gründerfonds.